# Palazzo Donà a San Polo

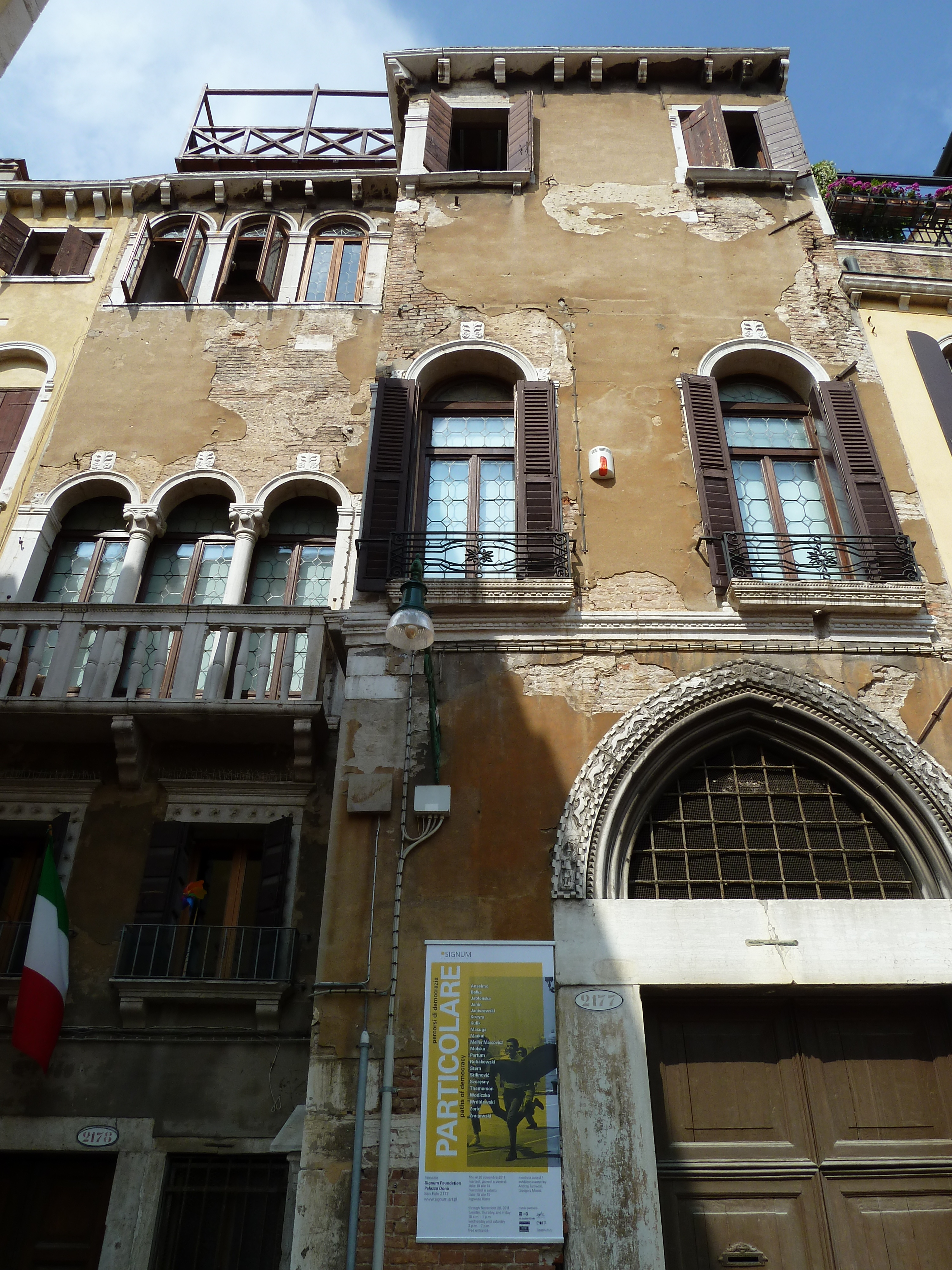
Palazzo Donà a San Polo

Palazzo Donà a San Polo, auch Palazzo Donà Brusa, ist ein Palast in Venedig in der italienischen Region Venetien. Er liegt im Sestiere San Polo am Campo San Polo mit Blick auf den Rio de la Madoneta neben dem Palazzo Balbi.

## Geschichte
Der Palast wurde Anfang des 14. Jahrhunderts für die alte Aristokratenfamilie Donà errichtet, die ursprünglich aus Aquileia stammte. Drei Mitglieder dieser Familie, Francesco, Leonardo und Nicolò, wurden Dogen.
Der Komponist Giovanni Francesco Brusa, der mit Carlo Goldoni zusammenarbeitete, lebte später in diesem Palast.
Heute gehört das Gebäude der Signum Foundation, die Ausstellungen polnischer und anderer ausländischer Künstler bezuschusst.